# Carlo Ferrero
Carlo Ferrero (* 1928 in Rom) ist ein italienischer Filmregisseur.
Ferrero begann 1953 als Regieassistent für Pietro Germi. Erst in den 1960er Jahren wieder tätig, wandte er sich dem Kommerzkino zu und drehte Mitte der 1960er Jahre zwei Filme; den ersten unter dem Pseudonym Alex Butler. Weitere Aktivitäten Ferreros sind nicht bekannt.

## Filmografie
- 1965: Da Istanbul ordine a uccidere
- 1966: Wer stirbt schon gern im Bett (K.O. va e uccidi)